# البارزة العقدية

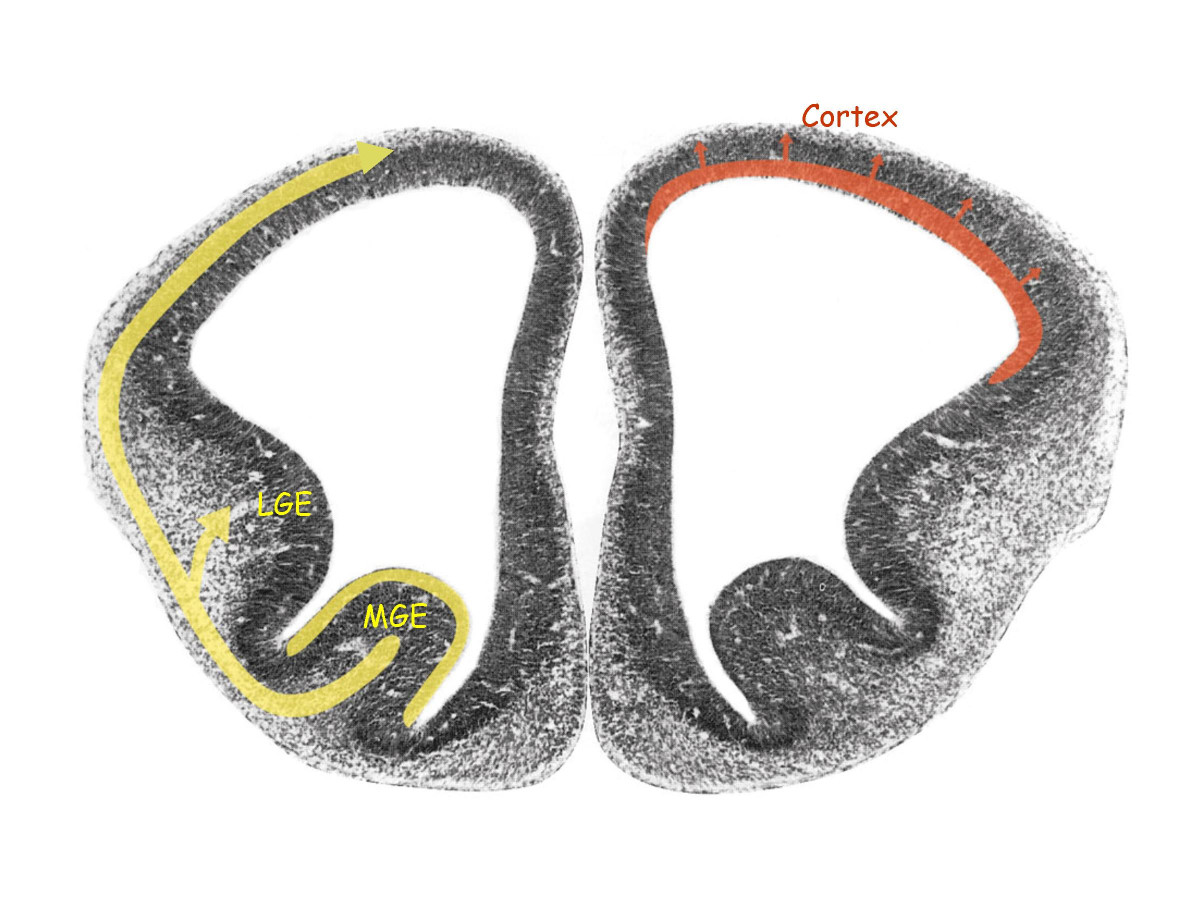
مقطع جبهي في الدماغ المُقدَّم لفأر في اليوم الثاني عشر من الحمل (مرحلة التحضير)، يظهر فيه البوارز العُقديّة الجانبية والإنسية (LGE، MGE) التي تفرع منها العصبون المتوسط الغامي - الأمينوبوتيريكي إلى البُدأة القشرية (إلى اليسار باللون الأصفر). يتولد العصبون الغلوماتيكي المتجه إلى القشرة بشكل موضعي في المنطقة القشرية البطينية وينتقل بشكل قطري (إلى اليمين باللون الأحمر).

البارزة العقدية (GE) -في التشريح العصبي وعلم الأجنة- هي بنية عابرة في الدماغ تتكون في المراحل المضغية والجنينية في عملية النماء العصبي. وتوجد هذه البوارز في الجزء البطني من المخ حيث تكون في شكل انتفاخات في البطينات. وتتطور هذه الانتفاخات إلى عقد قاعدية. وتسهم أيضًا بدور فعال في تكوين جمهرة حمض الغاما أمينوبوتيريك (GABA) الموجود بجمهرة خلايا القشرة المخية.
تنقسم البارزة إلى ثلاث مناطق ضمن المنطقة البطينية البطنية للدماغ الانتهائي (البارزة الجانبية والوسطى والذيلية) حيث تعمل على تسهيل الهجرة التماسية للخلايا أثناء التطور الجنيني. لا تتضمن الهجرة التماسية تفاعلات مع الخلايا الدبقية الشعاعية؛ بدلًا من ذلك، تهاجر الخلايا العصبية الداخلية عموديًا عبر الخلايا الدبقية الشعاعية للوصول إلى موقعها النهائي. يبدو أن خصائص ووظيفة الخلايا التي تتبع مسار الهجرة التماسية مرتبطة ارتباطًا وثيقًا بالموقع والتوقيت الدقيق لإنتاجها، وتساهم البوارز العقدية بشكل كبير في بناء تجمع الخلايا القشرية الغابيّة الفعل. البنية الأخرى التي تساهم فيها البوارز العقدية هي العقد القاعدية. توجه البوارز العقدية أيضًا المحاوير التي تنمو من المهاد إلى القشرة والعكس بالعكس.
في البشر، تختفي البوارز العقدية بحلول العام الأول من العمر. أثناء التطور، تستمر هجرة الخلايا العصبية حتى زوال الطبقة المنتشة، وعند هذه النقطة تشكّل بقايا الطبقة المنتشة البوارز.

## التصنيف
تُصنف البوارز العقدية إلى ثلاث مجموعات بناءً على موقعها داخل الحيز تحت البطيني:
- البارزة العقدية الأنسية (MGE)
- البارزة العقدية الجانبية (LGE)
- البارزة العقدية الذيلية (CGE)[3]

ثمة ثلم يفصل بين البارزة العقدية الأنسية والجانبية. إن التعبير عن الجينات Nkx2-1 وGsx2 وPax6 ضروري لتحديد مجموعات الخلايا السلفية المستقلة في LGE و MGE. تحدد التفاعلات بين هذه الجينات الثلاثة الحدود بين مناطق الخلايا السلفية المختلفة ويمكن أن تتسبب الطفرات في هذه الجينات بتوسع غير طبيعي حول البارزتين العقدتين الأنسية والجانبية والباليوم البطني (VP) والمنطقة داخل السويقية الأمامية (AEP). إن خلايا البوارز العقدية متجانسة تمامًا، إذ تحتوي جميعها على نوى صغيرة قاتمة غير منتظمة وسيتوبلازم متوسط الكثافة، ومع ذلك، يمكن تحديد كل بارزة من خلال نوع السلالة التي تنتجها. انظر أقسام البارز العقدية الفردية أدناه للحصول على مزيد من المعلومات حول الأنواع المختلفة من السلالة المُنتجة.
بالإضافة إلى ذلك، فإن الحيز تحت البطيني هو نقطة البداية لسلالات متعددة من الخلايا العصبية الداخلية المهاجرة تماسيًا والتي تعبر عن جينات Dlx. ثمة ثلاثة مسارات هجرة تماسية رئيسية تم تحديدها في هذه المنطقة:
1. الهجرة الجانبية الذيلية (من الدماغ الانتهائي تحت اللحائي إلى القشرة)
2. الهجرة المتوسطة المنقارية (من الدماغ الانتهائي القاعدي تحت اللحائي إلى البصلة الشمية)
3. الهجرة الجانبية الذيلية (الدماغ عن بعد القاعدية إلى الجسم المخطط)

هذه المسارات متميزة زمنيًا ومكانيًا، وتنتج مجموعة متنوعة من الخلايا العصبونات البينية غابية الفعل وغير غابية الفعل. أحد الأمثلة على العصبونات البينية غابية الفعل التي توجهها البوارز العقدية هي العصبونات البينية الحاوية على البارفألبومين في القشرة المخية الحديثة. بعض الأمثلة على الخلايا العصبية الداخلية غير غابية الفعل التي توجهها البوارز العقدية هي عصبونات بينية دوبامينية في البصلة الشمية، وعصبونات بينية كولينية في الجسم المخطط. الخلايا المهاجرة على طول هذه المسارات تتحرك بوتيرات مختلفة. بعض الجزيئات المتورطة في التحكم في معدل الحركة أحادية الاتجاه للخلايا المشتقة من البوارز العقدية هي عامل النمو الكبدي/عامل التبعثر (HGF/SF)، وعوامل التغذية العصبية المختلفة.

### البارزة العقدية الأنسية (MGE)
الغرض الأساسي من البارزة العقدية الأنسية أثناء التطور هو إنتاج خلايا نجمية غابية الفعل وتوجيه هجرتها إلى القشرة المخية الحديثة. تهاجر سلائف معظم العصبونات البينية غابية الفعل في القشرة الدماغية من منطقة السلف تحت القشرية. وبشكل أكثر تحديدًا، يؤدي القطع الميكانيكي لطريق الهجرة من البارزة العقدية الأنسية إلى القشرة المخية الحديثة إلى انخفاض بنسبة 33% في العصبونات البينية في العقد القاعدية والحصين. قد تكون البارزة العقدية المتوسطة أيضًا مصدرًا لخلايا ريتزويس-كاخال، لكن هذا مايزال مثار جدل. في وقت مبكر من التطور الجنيني، تنشأ العصبونات البينية في القشرة بشكل أساسي من البارزة العقدية المتوسطة والمنطقة داخل السويقية الأمامية. أظهرت التجارب في المختبر أن خلايا البارزة العقدية المتوسطة تهاجر أكثر من 300 ميكرومتر في اليوم، وهي أسرع بثلاث مرات من هجرة خلايا البارزة العقدية الجانبية. اطلع على المزيد حول الإطار الزمني ووظيفة البارزة العقدية المتوسطة مقارنةً بالبارزة العقدية الجانبية في القسم التالي.

### البارزة العقدية الجانبية (LGE)
مقارنة بالإطار الزمني المبكر للتطور في البارزة العقدية المتوسطة، تساعد البارزة العقدية الجانبية في الهجرة التماسية للخلايا في وقت لاحق في المرحلة الجنينية المتوسطة. على عكس البارزة العقدية المتوسطة التي توجه معظم هجرة الخلايا إلى القشرة خلال هذه المرحلة، تساهم البارزة العقدية الجانبية بشكل أقل في هجرة الخلايا إلى القشرة، وبدلًا من ذلك توجه العديد من الخلايا إلى البصلات الشمية. في الواقع، تقود البارزة العقدية الجانبية الهجرة إلى البصلة الشمية حتى مرحلة البلوغ. يُطلق على المسار الذي تسلكه الخلايا العصبية المولدة حديثًا من المنطقة تحت البطينية الأمامية إلى البصلة الشمية مسار الهجرة المنقاري. خلال المراحل المتأخرة من التطور الجنيني، توجه كل من البارزتين العقديتين الجانبية والوسطى هجرة الخلايا إلى القشرة، وتحديدًا المناطق التكاثرية في القشرة. وجدت بعض الدراسات أن البارزة العقدية الجانبية تساهم أيضًا بخلايا لصالح القشرة المخية الحديثة، ولكن هذا مايزال موضع نقاش. داخل أوساط المختبر، تتحرك الخلايا المهاجرة من البارزة العقدية الجانبية بمعدل 100 ميكرومتر في اليوم، أي أبطأ من خلايا البارز العقدية الوسطى.

### البارزة العقدية الذيلية (CGE)
البارزة العقدية الذيلية هي بنية تحت قشرية أخرى ضرورية لتوليد العصبونات البينية القشرية. تقع بجوار البطين الجانبي، خلف مكان اندماج البارزتين الوسطى والجانبية. إن البارزة العقدية الذيلية عبارة عن اندماج بين البارزة العقدية الأنسية والبارزة الجانبية المنقارية، وتبدأ في منتصف المهاد الذيلي. يوجد مجالان جزيئيان موجودان داخل البارزة العقدية الذيلية، ويشبهان إلى حد كبير امتدادات البارزتين العقدية المتوسطة والعقدية الجانبية الذيليتين. تختلف البارزة العقدية الذيلية عن الجانبية والمتوسطة في أنماط التعبير الجيني والسلالة المنتجة. على عكس الخلايا الصادرة من البارزة العقدية المتوسطة، نادرًا ما تحتوي الخلايا من البارزة العقدية الذيلية على عصبونات حاوية على البارفألبيومين. يبدو أن غالبية الخلايا من البارزة العقدية الذيلية تتكون من العصبونات البينية غابية الفعل، ولكن اعتمادًا على مكان وجودها، فإن الخلايا المشتقة من البارزة العقدية الذيلية متنوعة للغاية. تشمل الخلايا المشتقة منها العصبونات البينية غابية الفعل والعصبونات البينية الشوكية والخلايا الطحلبية والعصبونات الهرمية والحبيبية وحتى الخلايا الدبقية قليلة التغصن والخلايا النجمية.

## الاضطرابات المرتبطة
يمكن أن تتوقف هجرة الخلايا من الحيز البطيني إلى وجهتها المقصودة ونجاح تمايزها بعدة طرق مختلفة، كالتداخل مع المحركات الميكانيكية أو تغيير الإشارات الجزيئية التي تبتدئ الحركة وترشد الخلية أثناء هجرتها وتوقف الهجرة. لا تقتصر وظيفة الجزيئات التي تؤثر على الهجرة على حركة الخلية، إنما تتداخل بشكل كبير مع الأحداث المرتبطة بالتخلق النسيجي العصبي. نتيجة لذلك، يصعب تصنيف متلازمات الهجرة العصبية. أكبر فئة من متلازمات الهجرة العصبية هو انعدام تلافيف الدماغ. يتضمن ذلك طيفًا من القشرة المخية المبسطة التي تتراوح من انعدام التلافيف إلى ضخامة التلافيف مع قشرة سميكة بشكل غير اعتيادي.
يمكن أن تؤدي الهجرة الخاطئة للعصبونات أيضًا إلى تباين عقدي ثنائي الجانب حول البطينين، وهو مرض يتميز بتوضع مغاير للعصبونات المبطنة للبطينين الجانبيين. تتميز متلازمة زيلويغر بخلل تنسج قشري مشابه لمتلازمة تعدد التلافيف الصغيرة في القشرة المخية والمخيخية، وأحيانًا مع ضخامة تلافيف محيطة بشق سيلفيوس، و توضع مغاير بؤري/تحت بطاني. تتميز متلازمة كالمان بفقدان الشم المرتبط بالإعاقة الذهنية وقصور الغدد التناسلية وفشل البصلة الشمية بالنمو.
نادرًا ما تكون اضطرابات الاستطالات والتجمعات المحوارية نقية، وترتبط ارتباطًا وثيقًا بجينات الهجرة العصبية. وهذا يشمل بشكل خاص انعدام تكوّن الجسم الثفني.
يمكن أن تؤدي الاضطرابات في تخلق العناصر العصبية إلى خلل التنسج القشري. تشمل الأمثلة التخلق العصبي الانتباذي، وصغر الرأس، وتغيير بقاء الخلية ما يؤدي إلى مناطق فرط تنسج، وتدني عملية الاستماتة، والتوضع المغاير.